# 203年
| 千纪： | 1千纪                                                                                           |
| 世纪： | 2世纪 \| 3世纪 \| 4世纪                                                                         |
| 年代： | 170年代 \| 180年代 \| 190年代 \| 200年代 \| 210年代 \| 220年代 \| 230年代                       |
| 年份： | 198年 \| 199年 \| 200年 \| 201年 \| 202年 \| 203年 \| 204年 \| 205年 \| 206年 \| 207年 \| 208年 |
| 纪年： | 癸未年（羊年）；东汉建安八年                                                                    |

## 大事记
- 袁绍的儿子们內爭，袁譚攻打袁尚，兵敗，退守南皮。袁尚反攻，大破袁譚，袁譚逃到平原县，遣使投降曹操，并向曹操求救。曹操進軍黎陽（今河南浚縣），袁尚軍返回鄴城（河北臨漳）。
- 孫權 試圖征服劉表部將黃祖把守的江夏郡，和劉表之間爆發夏口之戰，孫權方面指揮官凌操於此役被黃祖部將甘寧射殺。

## 各国领袖

### 亞洲
- 中國（東漢）
  - 君主：漢獻帝（189年－220年）
  - 實質掌權者: 曹操
  - 主要州牧：曹操、袁尚、袁谭、袁熙、孙权、劉表、劉璋、劉備、馬騰
- 日本
  - 君主：
    1. 神功皇后（攝政，200年－270年）
- 泰米尔哲罗（Chera）王朝
  - 君主：Yanaikat-sey Mantaran Cheral（201年－241年）
- 亚美尼亚 - 霍斯羅夫一世, 亚美尼亚国王 (198-217)
- 朝鲜半岛 (朝鲜三国)
  - 百济 - 肖古王, 百济王 (166–214)
  - 金官伽耶 - 居登王, 伽耶王 (199-259)
  - 高句丽 - 山上王, 高句丽王 (197–227)
  - 新罗 - 奈解尼師今, 新罗王 (196–230)
- 高加索伊比利亚王国 - Rev I the Just（英语：Rev I of Iberia）, 伊比利亚王 (189-216)
- 贵霜帝国 - 韋蘇提婆一世（Vasudeva I） (c.191-225)
- 奥斯若恩 - Agbgar九世大王（英语：Abgar IX）, 奥斯若恩国王 (177-212)
- 安息帝国 - 沃洛吉斯五世, 帕提亚国王 (c.191-208)

### 欧洲
- 爱尔兰 (High King of Ireland)
  - 君主：Lugaid mac Con（173年－203年）
- 罗马帝国（塞維魯王朝）
  - 君主：塞普蒂米烏斯·塞維魯（193年－211年）

### 非洲
- 库什王朝 (Kush)
  - 君主：
    1. Teritedakhatey国王，（200年－215年）

## 出生
- 諸葛恪，諸葛瑾之子，三國時代吳國重臣（253年去世），50岁。
- 朱士行，三国时期佛僧（282年去世）79岁。

## 逝世
- 凌操，凌统之父
- 吳景，孙权的舅舅。
- 乙巴素，故国川王期间任高句丽的大对卢。